# هاكان أونسال
هاكان أونسال (بالتركية: Hakan Ünsal) مواليد 14 مايو 1973 في سينوب، تركيا، هو لاعب كرة قدم تركي سابق كان يلعب كمدافع. سبق له أن لعب في كأس العالم لكرة القدم مع منتخب بلاده. لعب خلال مسيرته 257 مباراة سجل خلالها 14 هدفاً.

## المسيرة الاحترافية

### أندية لعب لها
- غلطة سراي
- بلاكبيرن روفرز
- تشايكور ريزه سبور

## روابط خارجية
- هاكان أونسال على موقع الاتحاد الدولي (مؤرشف)  (الإنجليزية)
- هاكان أونسال على موقع الاتحاد الأوربي (الإنجليزية)
- هاكان أونسال على موقع اتحاد تركيا (لاعب) (الإنجليزية)
- هاكان أونسال على موقع قاعدة بيانات كرة القدم.إي يو (الإنجليزية)
- هاكان أونسال على موقع ناشيونال فوتبول تيمز (الإنجليزية)
- هاكان أونسال على موقع عالم كرة القدم.نت (الإنجليزية)